# Norrköping Rådhus AB
Norrköping Rådhus AB är ett svenskt förvaltningsbolag som agerar moderbolag för de verksamheter som Norrköpings kommun har valt att driva i aktiebolagsform. Bolaget ägs helt av kommunen.

## Bolag
Källa: 
- Aktiebolaget Norrköpings Idrottspark (en aktie)
- Hyresbostäder i Norrköping Aktiebolag
  - Bilbo i Norrköping AB
    - Brygghuset Fastighet i Norrköping AB (25%)
    - Gamlebro AB (50%)

  - Strömvillan AB
  - Studentbo i Norrköping AB
- Louis De Geer Konsert & Kongress i Norrköping Aktiebolag
- Nodra AB
- Norrköping Airport AB
- Norrköping Norrevo Fastigheter AB
  - Näringslivsfastigheter i Norrköping AB
    - Blåmart Fastighetsutveckling AB (50%)
- Norrköping Science Park AB
- Norrköping Spårvägar AB
- Norrköping Symfoniorkester AB (vilande)
- Norrköping Visualisering AB
- Norrköpings Hamn AB
  - Norrköping Container Freight Station AB
- Parken Event & Aréna AB (en aktie)
- Upplev Norrköping AB (vilande)